# Psychoenergetická laboratoř

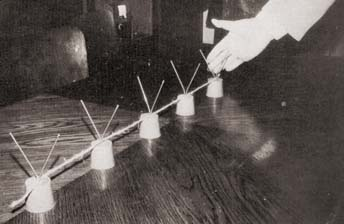
Jeden z přístrojů vyvinutých v PEL měl za pomoci primitivních prostředků zesilovat mentionové záření organismu

Crookesův mlýnek (ilustrační foto); jeho pohyb měl být senzibil schopen zastavovat pomocí mentální energie

Psychoenergetická laboratoř (zkratka PEL) bylo experimentální pracoviště pro vědecky podložený výzkum paranormálních (parapsychologických) jevů. Pracoviště bylo v působnosti pražských vysokých škol (ČVUT a VŠCHT) a fungovalo od svého založení v roce 1978 až do zrušení na počátku 90. let dvacátého století.  

## Historie

### Mentální čas, mentální energie
Vznik Psychoenergetické laboratoře je spojen s osobou a s prací bývalého ministra školství, matematika profesora Františka Kahudy v 70. letech dvacátého století. Profesor František Kahuda (kromě matematiky a fyziky) studoval možnosti pedagogiky a aspekty učení ve výchově a vzdělávání. V rámci státního úkolu řešil profesor František Kahuda (jako pracovník pedagogické fakulty University Karlovy v Praze) úlohu s názvem „Mentální zrání mládeže“. Výstupem tohoto výzkumu byla (jako příčina různosti individuálního myšlení mladých osob) uváděna existence tzv. mentálního času (oponentura v roce 1973). Při své práci došel profesor František Kahuda k poznatkům, které shrnul v díle „Dynamika sociologických a pedagogických aspektů ve výchově mládeže“. Na procesu výchovy a učení se (podle něj) významně podílí i neverbální činitelé (faktory), které byly (dle jeho názoru) hodny vědeckého výzkumu. Tuto problematiku se pokusil profesor František Kahuda řešit jako matematik (a fyzik), což jej vedlo nejprve k přesvědčení o existenci přírodovědě neznámých mentálních faktorů spojených s tzv. mentální energií a později i k formulaci hypotézy o existenci „mentální energie“ (obhájena v roce 1975). Své poznatky sepisoval a publikoval v Časopise lékařů českých. 

### Vznik Psychoenergetické laboratoře při ČVUT
Při Elektrotechnické fakultě ČVUT byla v roce 1978 zřízena Psychoenergetická laboratoř na podporu organizace a řešení této problematiky. Neoficiálně se zabývala výzkumem tzv. paranormálních jevů a její vedení bylo od počátku existence laboratoře svěřeno profesoru Františku Kahudovi.   
Ministerstvo školství Československé socialistické republiky (MŠ ČSR) svým výnosem z června roku 1979 rozhodlo o pokračování výzkumu (a řešení problematiky „mentální energie“) a začlenilo jej do fakultního úkolu ČVUT–2–04 (název úkolu: „Mentální energie a její využití v praxi“).

### Týmy v Psychoenergetické laboratoři
Řešiteli výzkumných úkolů Psychoenergetické laboratoře byla skupina externích spolupracovníků, kterou tvořili různí odborníci. Z fyziků to byli: Prof. RNDr. Jindřich Forejt, DrSc. děkan elektrotechnické fakulty; doc. RNDr. V. Vyšín, CSc.; Ing. Ladislav Šír, CSc.; Ing architekt J. K. Kořínek; z geologů: RNDr. G. Kačura, CSc. a Gerhard Štübiger; z lékařů: MUDr. Josef Smola; MUDr. Lubomír Oliva; MUDr. M. Pekárek; ze senzibilů Josef Zezulka; Milan Toušek a další jako Ing. Dr. František Slonek; Ing. Aleš Rumler atd. Počet spolupracovníků Psychoenergetické laboratoře se v průběhu její existence rozšiřoval. Tato skupina zajišťovala aplikovaný výzkum, jenž poskytoval experimentální fakta potřebná pro oponentní jednání. (K datu zániku PEL dosahoval počet jejich spolupracovníků několika stovek.)

### Přesun Psychoenergetické laboratoře pod VŠCHT
Úvodní oponentní řízení k výzkumnému úkolu „Mentální energie a její využití v praxi“ se konalo 3. ledna 1980 s doporučením řešit práci na úrovni vyhledávacího úkolu tak, aby byl uzavřen závěrečným oponentním řízením do konce roku 1980. O dalším osudu prací profesora Františka Kahudy rozhodovalo koncilium odborníků svolané rektorem VŠCHT profesorem Jiřím Mosteckým.
Oponentní rada v roce 1980 konstatovala, že úkoly řešené v Psychoenergetické laboratoři jsou interdisciplinárního charakteru, z oblastí medicíny (neurologie, psychiatrie), biologie (neurologie, biochemie), psychologie, filosofie a dalších, a pro další výzkum tudíž není ČVUT vhodnou platformou. Ministerstvo školství České socialistické republiky (MŠ ČSR) rozhodlo o přesunu řešitelského pracoviště Psychoenergetické laboratoře pod VŠCHT v Praze.
„Přesun“ Psychoenergetické laboratoře z působnosti ČVUT do působnosti VŠCHT se uskutečnil k 1. lednu 1981. Psychoenergetická laboratoř se stala součástí VŠCHT Praha (jako jedna z kateder fakulty chemicko-inženýrské), byla pro ni zavedena zkratka PEL a výzkum pokračoval v rámci nového fakultního úkolu VŠCHT F–2290–922 „Fundamentální záření hmot“. Pod VŠCHT fungovala PEL až do svého zrušení na počátku 90. let dvacátého století.

### Geologové, proutkaři a hospodaření PEL
Skupina geologů a proutkařů spolupracovala s firmami při těžbě nerostných surovin (především při dobývání uhlí v Severočeské hnědouhelné pánvi), při indikaci zlomových tektonických míst a při určování podzemních chodeb (např. ve stavebnictví, v místech, kde dříve existovala podpovrchová těžba nerostů a k níž chyběla dokumentace). (Další skupina byla využívána pro práce na Ostravsku.) Psychoenergetická laboratoř měla uzavřeny hospodářské smlouvy o spolupráci s těžebními podniky, stavebními podniky i s dalšími organizacemi. Z výnosů byly hrazeny náklady na provoz PEL.

### Sametová revoluce 1989
V roce 1989 v Československu vedení VŠCHT Praha začalo namítat, že PEL provozuje šarlatánství, že se zabývá nevědeckým výzkumem anomálních jevů a že tato činnost nemá s vědou nic společného. Na zasedání akademické rady VŠCHT bylo dne 7. března 1989 (na doporučení několika odpůrců PEL) rozhodnuto o zrušení PEL jako obrany před šířením „pavědy“ na vysokých školách v Československé republice. Práce v PEL skončily na počátku 90. let 20. století.

### Zaměstnanci a spolupracovníci
Psychoenergetickou laboratoř vedl (ve funkci ředitele) profesor František Kahuda od roku 1978 až do roku 1986. Spolu s dalšími vědci se snažil dokázat, že mentální energie může mít vliv na růst živých organismů a že jejím prostřednictvím lze též diagnostikovat a léčit. Mezi vědci se František Kahuda proslavil svéráznými představami, které za svého života prosazoval i do škol, například svojí teorií mentionů a psychonů, částic myšlení a mimosmyslové komunikace.
V průběhu let spolupracovala s PEL řada osob. Byli jimi například: gynekolog, porodník a léčitel MUDr. Václav Vydra (1941–2021), akademický malíř a lidový léčitel Karel Kožíšek (spolupracovník moravské pobočky PEL, kterou vedl primář nemocnice v Hustopečích MUDr. Lubomír Oliva), léčitel a etnograf Milan Calábek, psycholožka a regresní terapeutka Marta Foučková, astroložka a léčitelka Renata Lopourová anebo psychotronik Ing. Josef Schrötter.
Po Kahudově smrti (7. února 1987) převzal vedení PEL Ing. Svatopluk Valent, CSc. Posledním ředitelem PEL se stal senzibil, diagnostik a léčitel Ing. Valdemar Grešík (* 1962). PEL skončila svoji činnost na počátku 90. let 20. století. Na práci Kahudovy PEL navázala „Psychoenergetická společnost“, později přejmenovaná na „Českou psychoenergetickou společnost“ (ČEPES).
Aniž si to většina léčitelů (jakož i ostatních spolupracovníků PEL) v dobách totalitního Československa uvědomovala, kryla Psychoenergetická laboratoř jejich činnost už svou pouhou existencí. Přirozeně i v tomto případě byly osoby spolupracující s PEL předmětem zájmu Státní tajné bezpečnosti (StB).

## Pokračování
Oznámení o zrušení PEL implikovalo diskuse o nutnosti a formách, kterak pokračovat v díle profesora Františka Kahudy a to v oblasti využívání psychoenergetického fenoménu především k posilování duchovního a fyzického zdraví lidí. Další program, který byl nastíněn, zahrnoval rozvoj Kahudových myšlenek, výzkumnou a osvětovou činnost. Předpokládalo se vydávání časopisu zabývajícího se problematikou psychoenergetiky, počítalo se s pořádáním přednášek, kurzů, seminářů a také s publikační činností. Tvůrci tohoto programu kontaktovali bývalé spolupracovníky profesora Františka Kahudy: např. RNDr. Jaroslava Zemana a jeho manželku Annu Zemanovou, Gerharda Stübigera v Chomutově, akademického malíře Karla Kožíška, manžele Crhovy (Miroslava Crhu a Boženu Crhovou) v Brně, MUDr. Josefa Smolu v Ostravě, Karla Hrazdíru v Boskovicích, MUDr. Jana Doležala a další.

## Psychoenergetická společnost a ČEPES
Dne 26. června roku 1990 se konala ustavující schůze, na které byla založena „Odborná skupina pro psychoenergetiku“ (OSP) (v rámci „Společenstva drobného podnikání“, zakládajícího člena „Českých vědeckých společností“). Ustavující schůze (kolem jednoho sta účastníků) zvolila vedení: Ing. Ahmed Obeid, CSc.; RNDr. Jan Zeman; Ing. Gerhard Stübiger; Ing. Ladislav Šír, CSc.; Ing. Jan Abrahám; paní Hana Jägrová; Ing. Vlastimil Bažant; MUDr. Jan Doležal a pan Miroslav Crha. Výkonným předsedou byl zvolen Ing. Ahmed Obeid, Csc. a čestným předsedou ing. arch. Jan Kořínek. Ing. Ahmed Obeid zastával funkci předsedy až do roku 1993. Od roku 1993 je předsedou České psychoenergetické společnosti (ČEPES) Ing. Vlastimil Bažant. Až do roku 1997 byl vydáván časopis Mandala, který byl v roce 1997 přejmenován – nový název: Psychoenergetika, a pod tímto názvem vychází dosud (rok 2019).

## Výzkumné pracoviště pro psychotroniku a juvenologii
V roce 1980 (po IV. kongresu IAPR) bylo založeno Výzkumné pracoviště pro psychotroniku a juvenologii. Pracoviště vedl doktor Zdeněk Rejdák, rovněž působilo při VŠCHT Praha a jeho činnost byla ukončena v roce 1992.
Mezi PEL profesora Františka Kahudy (sídlila v Komsomolské ulici na pražské Letné) a Výzkumným pracovištěm pro psychotroniku a juvenologii doktora Zdeňka Rejdáka (sídlilo ve Šlikově ulici na pražském Břevnově) panovala zvláštní rivalita, oba týmy (uznávané ve světě) se dlouhodobě nesnášely a vzájemnou spolupráci demonstrativně odmítaly.
Obě pracoviště byla „oficiálně kryta“ dejvickou VŠCHT:
- Kahudova PEL experimentovala s velkým množstvím československých léčitelů,
- pracoviště doktora Zdeňka Rejdáka se koncentrovalo na několik „psychotronicky mimořádně nadaných“ jedinců. Byli jimi například: páter a léčitel František Ferda ze Sušice, léčitel a spisovatel Milan Toušek (1927–2010) ze Zámrsku a experimentátor a vynálezce[5] Robert Pavlita z Lázní Bělohrad.[1] [p 8]
- Výsledky obou pracovišť („laboratoří“) byly prezentované ve výzkumných zprávách a nízkonákladových sbornících (určených však pouze pro interní potřebu).[1] [p 9]

## V kultuře
- Na činnosti PEL je postaven hraný komediální sci-fi seriál České televize z roku 2024 To se vysvětlí, soudruzi!
- Ve svém díle Ignis Fatuus odkazuje na toto pracoviště česká spisovatelka Petra Klabouchová.[6]